# Microlicia cerifera
Microlicia cerifera är en tvåhjärtbladig växtart som först beskrevs av George Gardner, och fick sitt nu gällande namn av Angela Borges Martins och Frank Almeda. Microlicia cerifera ingår i släktet Microlicia och familjen Melastomataceae. Inga underarter finns listade i Catalogue of Life.